# Тищенко, Евгений Андреевич
Евге́ний Андре́евич Ти́щенко (род. 15 июля 1991, Каневская, Краснодарский край) — российский боксёр-профессионал, выступающий в первой тяжёлой, бриджервейт и тяжёлой весовых категориях. Заслуженный мастер спорта России, выступал за сборную России (2009—2017), олимпийский чемпион (2016), чемпион мира (2015), чемпион Европы (2015, 2017), чемпион Универсиады (2013) и серебряный призёр чемпионата мира (2013), победитель многих турниров национального и международного значения в любителях.
Среди профессионалов бывший чемпион по версиям WBC International (2021—2022) и WBO Inter-Continental (2019—2021), чемпион Европы по версии WBO European (2020—2021) в 1-м тяжёлом весе.
Лучшая позиция в рейтинге BoxRec — 9-я (июль 2023) и являлся 1-м среди российских боксёров первой тяжёлой весовой категории, а по рейтингам основных международных боксёрских организаций лучшая позиция: 4-й в рейтинге WBO, 6-й в рейтинге IBF и 19-й в рейтинге WBC (март 2020), — входя в ТОП-20 лучших боксёров первого тяжелого веса всего мира.

## Биография
Евгений Тищенко родился 15 июля 1991 года в станице Каневская Краснодарского края, однако после совершеннолетия переехал на постоянное жительство в город Белгород.
Закончил Горный институт НИТУ «МИСиС».
Является сотрудником управления на метрополитене ГУ МВД по Петербургу и Ленобласти, старший сержант полиции.

## Любительская карьера
Активно заниматься боксом начал во время учёбы в пятом классе школы, проходил подготовку в школьной секции бокса под руководством тренера Ивана Андреевича Левичева. На школьном уровне существенных результатов не показывал, лучшее достижение — призовое место на первенстве Южного федерального округа. «Сколько себя помню в школьном возрасте у меня никогда не получалось хорошо боксировать. С этим спортом у нас была какая-то односторонняя любовь: он мне нравился, а я ему — нет. Но, несмотря на все свои неудачи, я продолжал упорно тренироваться. Я никогда не пропускал тренировки, даже если болел — всё равно старался прийти».
Первого серьёзного успеха добился в 2009 году, когда в полутяжёлой весовой категории выиграл молодёжный чемпионат России, занял первое место на международном турнире в Хорватии и затем одержал победу на молодёжном чемпионате Европы в Щецине. В 2010 и 2011 годах в зачёте взрослого всероссийского первенства дважды получал бронзовые медали, в первом случае уступил в полуфинале Егору Мехонцеву, во втором — Никите Иванову. Кроме того, взял золото на молодёжном европейском первенстве в Калининграде.
В 2012 году Тищенко впервые стал чемпионом России по боксу, победив всех своих соперников в первом тяжёлом весе. Год спустя в той же весовой категории стал лучшим на домашней летней Универсиаде в Казани и завоевал серебряную медаль на чемпионате мира Алма-Ате, проиграв в финале со счётом 0:3 титулованному итальянцу Клементе Руссо. В 2014 году вновь выиграл российское национальное первенство, в том числе побил в решающем матче действующего чемпиона Европы Алексея Егорова. Благодаря череде удачных выступлений удостоился права защищать честь страны на чемпионате Европы в болгарском Самокове, где в итоге одолел всех оппонентов и получил золото.
В 2016 году одержал победу на Олимпийских играх в Рио-де-Жанейро, в частности в финале единогласным решением судей взял верх над казахстанцем Василием Левитом. Решение вызвало неодобрительный гул болельщиков, ряд СМИ сочли его спорным. Оригинальная медаль выставлена в Екатеринбурге в Академии единоборств РМК.
За выдающиеся спортивные достижения удостоен почётного звания «Заслуженный мастер спорта России».

## Профессиональная карьера
19 августа 2018 года у Евгения состоялся дебютный бой на профессиональном ринге в котором он победил опытного венесуэльца Вильямса Окандо (19-6) техническим нокаутом в 5-м раунде.
16 июня 2019 года, в 5 бою своей профессиональной карьеры, победил техническим нокаутом в 1-м раунде ганского боксёра Абрахама Табула и завоевал титул чемпиона по версии WBO Inter-Continental в 1-м тяжёлом весе.
В мае 2019 года начал работать с новым тренером Александром Золкиным
В августе 2019 года Тищенко набирался опыта будучи спаринг-партнёром в тренировочном лагере топового боксёра британца Тайсона Фьюри, помогая ему подготовиться к бою с небитым шведом Отто Уаллином .
27 марта 2021 года в Екатеринбурге (Россия), в бою за титул чемпиона по версии WBC Silver (1-я защита Мчуну) в 1-м тяжёлом весе, единогласным решением судей (счёт: 109-119, и 111-117 — дважды) проиграл опытному южноафриканцу Табисо Мчуну.
11 сентября 2021 года в со-главном событии вечера бокса от RCC Boxing Promotions вышел на бой против соотечественника Дмитрия Кудряшова и одержал победу единогласным решением судей: 100-89 - дважды, 99-90 выиграв практически все раунды. В бою завоевал пояс WBC International Cruiser.
9 июля 2022 года одержал победу техническим нокаутом в четвёртом раунде над Курейшем Саговым (6-1), который травмировал локоть и не смог продолжить бой. Начало противостояния было конкурентным, Тищенко никак не мог найти нужную дистанцию, а Сагов работал на контратаках. В 4-м раунде Сагов в одном из эпизодов травмировал правый локоть и отказался от продолжения боя.
22 декабря 2022 года в Екатеринбурге в рамках вечера бокса от RCC Boxing Promotions уверенно прошёл Артуром Манном. Тищенко с первых секунда боя навязал инициативу сопернику и работал джебом с дистанции что позволяли сделать габариты россиянина. В шестом раунде Манн дважды был в нокдауне, но всё же смог закончить бой на ногах. По итогам 10 раундов победа по очкам Тищенко: (99-89 — дважды, 100-88).
6 мая 2023 года в Екатеринбурге, с трудом, раздельным решением судей (счёт: 98-92, 96-94, 91-99) победил экс-чемпиона Европы бельгийца Ива Энгабу .

### Бриджервейт
WBA официально объявила о создании новой весовой категории, аналогичной недавно созданному WBC бриджервейту, границы которой определены в пределах от 90,72 кг до 101,60 кг, между первым тяжелым и супертяжелым весами. Вопрос был вынесен на голосование, на котором исполнительный комитет одобрил его единогласно.
9 декабря 2023 года в рамках ежегодного конгресса Международной боксерской ассоциации (IBA) в Дубае прошёл очередной турнир «Ночь чемпионов IBA», где в рамках новой весовой категории до 101,6 кг встретился c 35-летним Леоном Хартом. На ставке боя стоял первый для этой весовой категории титул чемпиона WBA. Тищенко сначала отправил немца в нокдаун встречным ударом во втором раунде, а в 6-м раунде ударом по печени нокаутировал завоевав тем самым пояс чемпиона мира в новой категории. Позже бой был признан несостоявшимся из-за положительного допинг-теста Тищенко.

## Статистика профессиональных боёв
В таблице перечислены результаты всех поединков боксёров.
В каждой строке указан результат поединка. Дополнительно номер поединка обозначен цветом, который обозначает итог поединка. Расшифровка обозначений и цветов представлена в нижеследующей таблице.
| Пример | Расшифровка                     |
| ------ | ------------------------------- |
|        | Победа                          |
|        | Ничья                           |
|        | Поражение                       |
|        | Планируемый поединок            |
|        | Поединок признан несостоявшимся |
| КО     | Нокаут                          |
| ТКО    | Технический нокаут              |
| PTS    | Решение судей (по очкам)        |
| UD     | Единогласное решение судей      |
| MD     | Решение большинства судей       |
| SD     | Раздельное решение судей        |
| RTD    | Отказ от продолжения боя        |
| DQ     | Дисквалификация                 |
| NC     | Поединок признан несостоявшимся |

| 14 поединков, 13 побед (8 нокаутом), 1 поражение. | 14 поединков, 13 побед (8 нокаутом), 1 поражение. | 14 поединков, 13 побед (8 нокаутом), 1 поражение. | 14 поединков, 13 побед (8 нокаутом), 1 поражение. | 14 поединков, 13 побед (8 нокаутом), 1 поражение.                             | 14 поединков, 13 побед (8 нокаутом), 1 поражение. | 14 поединков, 13 побед (8 нокаутом), 1 поражение. |
| Бой                                               | Рекорд                                            | Дата                                              | Соперник                                          | Место боя                                                                     | Результат                                         | Данные о бое |
| ------------------------------------------------- | ------------------------------------------------- | ------------------------------------------------- | ------------------------------------------------- | ----------------------------------------------------------------------------- | ------------------------------------------------- | --- |
| 14                                                | 12-1                                              | 9 декабря 2023                                    | Леон Харт (22-5-1)                                | Agenda Arena, Дубай, ОАЭ                                                      | NC 6 (12), 1:45                                   | Бой за титул чемпиона мира по версии WBA в бриджервейте. Харт в нокдауне во 2-м раунде. Бой был признан несостоявшимся после того, как Тищенко не прошел допинг-тест. |
| 13                                                | 12-1                                              | 6 мая 2023                                        | Ив Нгабу (21-1)                                   | КРК «Уралец», Екатеринбург, Свердловская область, Россия                      | SD 10                                             | Счёт: 98-92, 96-94, 91-99. |
| 12                                                | 11-1                                              | 11 декабря 2022                                   | Артур Манн (19-2)                                 | ДИВС, Екатеринбург, Свердловская область, Россия                              | UD 10                                             | Счёт: 100-88, и 99-89 (дважды). |
| 11                                                | 10-1                                              | 9 июля 2022                                       | Курейш Сагов (6-1)                                | КРК «Уралец», Екатеринбург, Свердловская область, Россия                      | TKO 4 (10), 2:17                                  | |
| 10                                                | 9-1                                               | 11 сентября 2021                                  | Дмитрий Кудряшов (24-4)                           | Академия бокса RCC, Екатеринбург, Свердловская область, Россия                | UD 10                                             | Счёт: 99-90, 100-89 (дважды). Завоевал вакантный титул чемпиона по версии WBC International в 1-м тяжёлом весе.                                                       |
| 9                                                 | 8-1                                               | 27 марта 2021                                     | Табисо Мчуну (22-5)                               | Академия бокса RCC, Екатеринбург, Свердловская область, Россия                | UD 12                                             | Счёт: 109-119, и 111-117 (дважды). Бой за титул чемпиона по версии WBC Silver (1-я защита Мчуну) в 1-м тяжёлом весе.                                                  |
| 8                                                 | 8-0                                               | 7 ноября 2020                                     | Джон Маккаллум (12-1)                             | Академия бокса RCC, Екатеринбург, Свердловская область, Россия                | KO 2 (10), 2:07                                   | Завоевал вакантный титул чемпиона Европы по версии WBO European в 1-м тяжёлом весе.                                                                                   |
| 7                                                 | 7-0                                               | 7 марта 2020                                      | Маркос Антонио Аумада (21-8)                      | Академия единоборств РМК, Екатеринбург, Свердловская область, Россия          | КО 3 (10), 1:41                                   | Защитил титул чемпиона по версии WBO Inter-Continental (2-я защита Тищенко) в 1-м тяжёлом весе.                                                                       |
| 6                                                 | 6-0                                               | 2 ноября 2019                                     | Иса Акбербаев (20-0)                              | Академия единоборств РМК, Екатеринбург, Свердловская область, Россия          | RTD 6 (10), 3:00                                  | Защитил титул чемпиона по версии WBO Inter-Continental (1-я защита Тищенко) в 1-м тяжёлом весе.                                                                       |
| 5                                                 | 5-0                                               | 16 июня 2019                                      | Абрахам Табул (16-1-1)                            | КРК «Уралец», Екатеринбург, Свердловская область, Россия                      | TKO 1 (10), 2:49                                  | Завоевал вакантный титул чемпиона по версии WBO Inter-Continental в 1-м тяжёлом весе.                                                                                 |
| 4                                                 | 4-0                                               | 22 февраля 2019                                   | Хосе Грегорио Ульрих (17-2)                       | КРК «Уралец», Екатеринбург, Свердловская область, Россия                      | UD 8                                              | Счёт: 80-72 (трижды). |
| 3                                                 | 3-0                                               | 24 ноября 2018                                    | Кристиан Марискаль (11-1)                         | Mark G. Etess Arena, Hard Rock Hotel & Casino, Атлантик-Сити, Нью-Джерси, США | TKO 2 (6), 1:38                                   | |
| 2                                                 | 2-0                                               | 13 октября 2018                                   | Артуш Саркисян (4-6)                              | Екатеринбург-Экспо, Екатеринбург, Россия                                      | UD 6                                              | Счёт: 60-54 (трижды). |
| 1                                                 | 1-0                                               | 19 августа 2018                                   | Уильямс Окандо (19-6)                             | ДИВС, Екатеринбург, Россия                                                    | TKO 5 (6), 2:23                                   | Дебют в профессиональном боксе. |
| Бой                                               | Рекорд                                            | Дата                                              | Соперник                                          | Место боя                                                                     | Результат                                         | Данные о бое |

## Спортивные результаты

### В любителях
- Летняя Универсиада 2013 года —  Золото;
- Чемпионат мира по боксу 2013 года —  Серебро;
- Чемпионат России по боксу 2014 года —  Золото;
- Чемпионат Европы по боксу 2015 года —  Золото;
- Чемпионат мира по боксу 2015 года —  Золото.
- Летние Олимпийские игры 2016 года —  Золото.
- Чемпионат Европы по боксу 2017 года —  Золото;

## Награды
- Орден Дружбы (25 августа 2016 года) — за высокие спортивные достижения на Играх XXXI Олимпиады 2016 года в городе Рио-де-Жанейро (Бразилия), проявленные волю к победе и целеустремленность[23].
- Медаль «За доблесть в службе» (МВД)[3]